# Procerastea nematodes
Procerastea nematodes är en ringmaskart som beskrevs av Langerhans 1884. Procerastea nematodes ingår i släktet Procerastea och familjen Syllidae. Arten är reproducerande i Sverige. Inga underarter finns listade i Catalogue of Life.